# الحصن (السدة)

تعديل مصدري - تعديل

الحصن محلة تابعة لقرية خيذيان، التابعة لعزلة الاعماس بمديرية السدة إحدى مديريات محافظة إب في الجمهورية اليمنية.، بلغ تعداد سكانها 56 حسب تعداد اليمن لعام 2004.